# Карабелеш Євген Євгенович
Євген Євгенович Карабелеш (5 червня 1939 , Мала Мартинка  — 27 червня 2014 ) — український лікар, депутат багатьох скликань Херсонської міської ради.

## Біографія
Народився 5 червня 1939 року в селі Малій Мартинці (тепер Свалявський район Закарпатської області, Україна). 1963 року закінчив Ужгородський державний університет. Трудову діяльність розпочав у Каланчацькій центральній районній лікарні Херсонської області, а в 1965 році очолив її. 3 1971 по 2011 рік працював головним лікарем Херсонської міської клінічної лікарні.
Помер 27 червня 2014 року. Похований 1 липня 2014 року у Німеччині.

## Відзнаки
- Нагороджений:
  - орденами «Знак Пошани», Трудового Червоного Прапора;
  - Почесною Грамотою Кабінету Міністрів України;
  - двічі Дипломами Міжнародного Академічного Рейтингу «Золота Фортуна»;
  - Почесною Грамотою Міністерства охорони здоров'я України;
- Звання «Почесний громадянин міста Херсона» (присвоєно рішенням сесії Херсонської міської ради від 5 вересня 2003 року № 396)[1].
- Заслужений лікар України.

## Вшанування пам'яті

меморіальна дошка

- Херсонській міській клінічній лікарні, в якій він працював 40 років, присвоєне його ім'я.
- На фасаді будівлі Херсонської міської клінічної лікарні по проспекту Незалежності 22/1, 6 листопада 2014 року, до 100-річчя лікарні, Євгену Карабелешу встановлено меморіальну дошку.
- 3 жовтня 2016 року в сквері лікарні Водників Євгену Карабелешу встановлене бронзове погруддя[2].